# Урбан фест
Урбан фест је међународни фестивал студентских позоришних сцена у организацији Студентског културног центара Ниш са својим Академским позориштем.  Основан је са циљем да афирмише и да подршку алтернативној позоршној сцене и стваралачком потенцијалу, као и да пружи презентацију самог позоришног стваралаштва на Балканском полуострву. Фестивал траје 5 дана.

## Циљ
Овај интернационални фестивала студентских омладинских позоришта има за циљ афирмацију алтернативне позоришне сцене и презентацију позоришног стваралаштва у региону. Или како стоји на сајту организатора, циљ фестивала је:
Потрага за новим вредностима у уметности и култури генерално, као и потреба за алтернативним приступима, обликовала је идеју о покретању фестивала позоришне уметности.

## Историја
Фестивал је основан у Нишу 2005. године,  са циљем да покрене традицонално одржавање интернационално ревијалног фестивал студентских позоришта, на Камерној сцени СКЦ-а и у Луткарском позоришту.
У почетку  фестивал био само ревијалног карактера, и радиоо је под Студентска позоришна сцена Балканског полуострва.
Године 2011. године  Фестивал мења концепцију, постаје такмичарски уз стручно жирирање представа, а оно на што је било у жижи интересовања је савремено вредновање искључиво глумачких остварење.
Такође фестивал под паролом “Цео град је позорница” излази из затворених простора и организује представе под ведрима небом, на најразличитијим местима. Позорнице су у парковима, на паркинзима, трговима, двориштима, летњим позорницама. Све ово је променило доживљај уметности и однос глумац - гледалац, унапредило га је. Позоришна уметност је макар на неколико дана постала људима на дохват руке.
- Простори у којима се одржава Урбан фест
- Камерна сцена СКЦ у згради Универзитета у Нишу
- Позориште лутака Ниш
- Мала сцена у парку Светог Саве

## Фестивал у бројкама
- На фестивалу се приказују по две представе дневно,
- Фестивал подразумева организовање више од 10 позоришних представа,
- Учествује више од 10 различитих ансамбала,
- Представе се организују на око 10 локација широм Ниша.
- Сваке године више од 150 уметника су гости Ниша,
- Више од 5.000 гледалаца погледа макар по једну представу.[2]

## Пратеће манифестације
У оквиру Урбан фест организују се и многе пратеће активности као што су:
- једнодневне радионице,
- округли столови,
- представљање нових студентских текстова,
- публиковање фестивалског билтена уз активно учешће студената,
- бројна дружења итд.

## Награде
Трочлани међународни жири, на крају фестивала бира најбоља глумачка остварења и додељују следеће награде:
- Ђеле Кула - награда за најбоље глумачко остварење;
- Цар Константин - награда за најбољу мушку главну улогу;
- Царица Теодора - награда за најбољу женску главну улогу;
- Наиса - награда за најбољу женску епизодну улогу;
- Наиса - награда за најбољу мушку епизодну улогу.